# Галушкин, Василий Иванович
Василий Иванович Галушкин (род. 11 февраля 1954, Филоновская, Сталинградская область) — государственный деятель, депутат Государственной думы третьего и четвёртого созывов.

## Биография
Родился 11 февраля 1954 года.
В 1971 поступил в Волгоградский инженерно-строительный институт, который окончил в 1976 году. Служил в армии.
С 1980 года работал в управлении капитального строительства Волгоградской области.
В 1989 году стал председателем Красноармейского райисполкома Волгограда. В 1990 году — председатель районного совета депутатов. В 1991 году — глава администрации Красноармейского района. С 1994 года — первый заместитель главы администрации Волгограда.
В 1997 году назначен первым заместителем главы администрации Волгоградской области.
В январе 2000 года в еженедельнике «Коммерсантъ-Власть» был опубликован справочник, содержащий краткую информацию обо всех депутатах Государственной думы, среди которых содержалась и заметка о Галушкине Василие Ивановиче. Адвокат депутата направил письмо в редакцию, в котором посчитал сведения не соответствующими действительности, порочащими честь, достоинство и деловую репутацию, требовал опубликования опровержения. Редакция издания напечатала ответ, в котором со ссылкой на другие средства массовой информации указала, что в 1998 году Василий Галушкин будучи первым вице-губернатором Волгоградской области направил в управление федерального казначейства по области письмо, в котором сообщал новые реквизиты счёта областного бюджета в новом Волго-Донском коммерческом банке. После расследования выяснилось, что прежний счёт был арестован, а Волго-Донской банк не был уполномочен вести бюджет администрации. Таким образом, по мнению СМИ, своим письмом Галушкин не только нарушил действующее законодательство, но и способствовал переводу бюджетных средств в коммерческое финансовое учреждение, не имеющее отношения к администрации. Также в 1998 году областная прокуратура возбудила уголовное дело против Василия Галушкина по факту нецелевого использования бюджетных средств. 28 января 1998 года Василий Галушкин признал факты искажения отчётности и нецелевого использования средств из ссуды, выделенной федеральным правительством на погашение долгов бюджетникам, «допущенные администрациями некоторых районов Волгоградской области».

### Депутат госдумы
В 1999 и 2003 гг. Василий Галушкин избран депутатом Государственной Думы ФС РФ.
15 августа 2003 года перешёл из депутатской группы «Народный депутат» в фракцию «Отечество — Вся Россия».
На внеочередных выборах главы администрации Волгограда 20 мая 2007 г. кандидатура В.Галушкина получила поддержку партии «Единая Россия». Василий Галушкин набрал 20,35 % голосов. Победу на выборах одержал Роман Гребенников (32,74 % голосов).
В мае 2008-го приступил к исполнению обязанностей заместителя главы администрации Волгоградской области, председателя комитета по культуре администрации Волгоградской области.
16 февраля 2016 года Василий Галушкин был отправлен в отставку с поста вице-губернатора Волгоградской области по подготовке к чемпионату мира по футболу 2018 года. При этом область отставала от графика подготовки к соревнованию.
В 2003 году получил учёную степень доктора экономических наук. В 2015 году Диссернет опубликовал результаты проверки докторской диссертации. Из 290 страниц основной части диссертации 153 страницы, содержат некорректные заимствования из других диссертаций.

## Награды
Имеет следующие награды:
- Орден Почёта;
- заслуженный работник жилищно-коммунального хозяйства РФ;
- почётный знак МЧС России «За заслуги».